# ギヴィ・ジャヴァヒシュヴィリ
ギヴィ・ドミトリエヴィチ（ディミトリス・ゼ）・ジャヴァヒシュヴィリ（ロシア語: Гиви Дмитриевич Джавахишвили、グルジア語: გივი დიმიტრის ძე ჯავახიშვილი、1912年9月18日 - 1985年1月10日）は、グルジア・ソビエト社会主義共和国の政治家。

## 生涯
1912年9月18日（ユリウス暦5日）、ロシア帝国チフリス県チフリスで医師の家庭に生まれた。1929年から1934年までザカフカース産業学院に学び、同学院採掘科を卒業して1934年11月から温泉学研究所水質・地質部部長として働いた。1940年5月から全連邦共産党党員となり、翌1941年1月から5月まで従軍している。
同年8月から翌1942年までグルジア共産党トビリシ市オルジョニキゼ地区委員会教官、1942年5月から1944年までグルジア・ソビエト社会主義共和国ゴスプラン議長およびエネルギー・燃料局局長、1944年9月から1952年9月にかけてグルジア共産党中央委燃料・エネルギー局教官・副局長・局長や同委重工業局局長を歴任。1944年から1948年までは中央委副書記を務めた。
1952年4月5日から翌1953年4月15日までグルジア共和国最高会議議長、1952年9月8日から1953年4月28日までトビリシ市ソビエト執行委員会議長、1952年9月18日から1953年4月14日までグルジア共産党中央委局員候補、1975年まで中央委員を務めた。1953年4月15日から9月21日までグルジア共和国閣僚会議副議長、同日から1975年12月17日まで閣僚会議議長を務め、1956年2月25日から1976年2月24日までは連邦共産党中央委員となり、第20回から第24回までの党大会にも出席。第4期から第9期までの連邦最高会議代議員も務めた。
1975年12月から年金生活に入り、1985年1月10日にトビリシで死去。同地に葬られた。